# Bogdan Globa
Bohdan Globa (nacido el 26 de mayo de 1988) es un activista por los derechos LGBT ucraniano, quien solicitó asilo a los Estados Unidos en 2016 y fundó la organización ProudUkraine en 2018.

## Carrera
En 2009, Globa cofundó la organización benéfica "Point of Support", y luego se desempeñó como su director ejecutivo. Después de completar un curso sobre "Defensa de los derechos LGBT en los EE. UU." fundó TERGO, una organización de apoyo para padres de niños LGBT+.
El 7 de noviembre de 2013, hablando durante las audiencias parlamentarias sobre la integración europea y la legislación contra la discriminación, Globa fue la primera persona abiertamente LGBT en dirigirse a Verkhovna Rada, el parlamento ucraniano.
El 26 de mayo de 2015, el Tribunal de Distrito de Holosiivskyi de Kiev abrió un procedimiento para establecer la existencia de discriminación por motivos de orientación sexual en la demanda de Bogdan Globa a la Alianza Democrática (Ucrania). El caso está pendiente ante el Tribunal Europeo de Derechos Humanos.

## Vida privada
A principios de 2021, Bogdan se casó con su pareja en una ceremonia privada en Washington D. C.. Actualmente residen en Nueva York.